# João Frangópulo
João Frangópulo ou Francópulo (em grego: Ἰωάννης Φραγγόπουλος) foi um aristocrata e oficial sênior bizantino no Despotado da Moreia. Membro duma nobre família de origem franca, foi protoestrator e mesazonte católico (ministro chefe) sob o déspota Teodoro II Paleólogo em 1428/1429. Nesta capacidade rendeu as cidades e fortalezas de Messênia—Andrusa, Calamata, Pidima, Mani, Nesin, Espitalino, Grambenin, Eto e Neocastro — que ele governou em nome de Teodoro II para Jorge Esfrantzes como o representante do irmão de Teodoro, Constantino XI.
Em junho de 1443 ele foi testemunha, em Constantinopla, da troca de apanágios entre Constantino e Teodoro: Teodoro tomou o domínio de Constantino em Selímbria, enquanto o último tornou-se mestre único da Moreia. João aparentemente retornou para a Moreia e mais adiante serviu Constantino como seu mesazonte, pois é mencionado num bula prateada de Constantino XII como o "general de meu reino" em fevereiro de 1444. Em data desconhecido, João fundou o Mosteiro de Pantanassa na capital do despotado em Mistras, para onde também doou um ícone da Virgem Maria. Uma mansão em Mistras também foi atribuída a ele com base no monografa "Phi" cravado sobre uma laje do edifício.